# Подбереззя (селище при станції, Новгородський район)
Подбереззя (рос. Подберезье) — залізнична станція в Новгородському районі Новгородської області Російської Федерації.
Населення становить 20 осіб. Входить до складу муніципального утворення Трубичинське сільське поселення.

## Історія
Від 2004 року входить до складу муніципального утворення Трубичинське сільське поселення.

## Населення
| 2010 |
| ---- |
| 20   |